# Actinostachys intermedia
Actinostachys intermedia är en ormbunkeart som först beskrevs av Georg Heinrich Mettenius, och fick sitt nu gällande namn av Reed. Actinostachys intermedia ingår i släktet Actinostachys och familjen Schizaeaceae. Inga underarter finns listade.